# مشاع هاي مهتابي (جهاد أباد كرمان)
مشاع هاي مهتابي (بالإنجليزية: Masha-ye Hay Mahtabi)‏ هي منطقة سكنية تقع في إيران في البلدة المركزية. يقدر عدد سكانها بـ 293 نسمة .